# Agnes av Ostfriesland

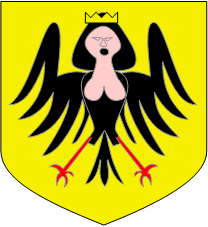
Vapnet Ostfriesland/Rietberg

Agnes av Ostfriesland, född 1 januari 1584, död 24 januari 1616. Dotter till Enno III av Ostfriesland och Walburga av Rietberg. Gift med furst Gundakar av Liechtenstein (1588-1658). Hon förde med sig Rietbergs vapen som nu återfinns som en del i Liechtensteins statsvapen.

## Barn
1. Hartmann III av Liechtenstein, 1613-1686.